# Nerpa
Nerpa (Pusa) – rodzaj morskich ssaków z rodziny fokowatych (Phocidae).

## Rozmieszczenie geograficzne
Rodzaj obejmuje gatunki występujące u wybrzeży Morza Kaspijskiego, Oceanu Arktycznego i jeziora Bajkał.

## Morfologia
Długość ciała 110–160 cm; masa ciała 50–90 kg; nowo narodzone nerpy mierzą 60–80 cm, a ich ciężar wynosi 4–5,5 kg.

## Systematyka
Rodzaj zdefiniował w 1771 roku włoski lekarz i przyrodnik Giovanni Antonio Scopoli w publikacji własnego autorstwa poświęconej historii naturalnej minerałów, roślin i zwierząt. Scopoli w oryginalnym opisie nie wymienił żadnego gatunku; w ramach późniejszego oznaczenia w 1951 roku brytyjscy zoolodzy John Ellerman i Terence Morrison-Scott na typ nomenklatoryczny wyznaczyli nerpę obrączkowaną (P. hispida).

### Etymologia
- Pusa: według Houttuyna[10] i Müllera[11] jest to po prostu grenlandzkie słowo oznaczające fokę. Scopoli najwyraźniej zaczerpnął tę nazwę od Andersona, która to według Fabriciusa została niepoprawnie przeliterowana jako Pusa. Fabricius podaje nazwę Puirse jako jedną z grenlandzkich nazw nerpy[12].
- Pagomys: gr. παγος pagos ‘mróz, lód’; μυς mys, μυος myos ‘mysz’[13]. Gatunek typowy (oznaczenie monotypowe): Phoca foetida Fabricius, 1776 (= Phoca hispida Schreber, 1775).
- Caspiopusa: łac. Caspius ‘kaspijski, z Morza Kaspijskiego’; rodzaj Pusa Scopoli, 1771[14][3]. Gatunek typowy (oznaczenie monotypowe): Phoca vitulina δ. caspica J.F. Gmelin, 1788.

### Podział systematyczny
Różnice pomiędzy przedstawicielami rodzajów Pusa, Phoca i Halichoerus są tak nieznaczne, że zdaniem naukowców z Uniwersytetu Alberta te trzy rodzaje powinny być połączone jako Phoca. Do rodzaju należą następujące gatunki:
| Grafika | Gatunek       | Autor i rok opisu    | Nazwa zwyczajowa   | Podgatunki         | Rozmieszczenie geograficzne | Podstawowe wymiary          | Status IUCN |
| ------- | ------------- | -------------------- | ------------------ | ------------------ | --- | --------------------------- | ----------- |
|         | Pusa hispida  | (von Schreber, 1775) | nerpa obrączkowana | 5 podgatunków      | okołobiegunowy na całym obszarze Oceanu Arktycznego i przyległych morzach na południe do północnej Japonii (Hokkaido), także Morze Bałtyckie, jezioro Saimaa (południowa Finlandia) i jezioro Ładoga (zachodnia Rosja) | DC: 110–160 cm MC: 50–90 kg | LC          |
|         | Pusa sibirica | (J.F. Gmelin, 1788)  | nerpa bajkalska    | gatunek monotypowy | endemit Rosji: jezioro Bajkał w zachodniej Syberii | DC: 120–145 cm MC: 50–90 kg | LC          |
|         | Pusa caspica  | (J.F. Gmelin, 1788)  | nerpa kaspijska    | gatunek monotypowy | Morze Kaspijskie | DC: do 150 cm MC: 75–86 kg  | EN          |

Kategorie IUCN:  LC  – gatunek najmniejszej troski,  EN  – gatunek zagrożony.